# 464-й військовий завод
464-й військо́вий заво́д — державне підприємство оборонно-промислового комплексу України, яке здійснює виготовлення й ремонт оснащення й іншого військового майна для забезпечення потреб збройних сил України.

## Історія
Після відновлення незалежності України, завод було перепідпорядковано міністерству оборони України.
Під час здійснення конверсії виробництва, підприємством було освоєно виробництво продукції цивільного призначення: обладнання для кафе, барів, ресторанів.
В 1999 році завод було внесено до переліку підприємств оборонно-промислового комплексу України, звільнених від сплати податку на землю (площа території заводу складала 4,01 га).
В 2008 році завод здійснював:
- виготовлення кузовів автомобільних кухонь ПАК-200; ізотермічних кузовів; хлібних кузовів; причепних кухонь КП-125, КП-130, КО-75; цистерн для води ЦВ-4; термосів ТВН-12, ТН-36[1]
- ремонт холодильних шаф, побутових холодильників, електричних плит, котлів для варки[1]

Після створення в грудні 2010 року державного концерну «Укроборонпром», в 2011 році завод було включено до його складу.